# Projet Daphne
Le projet Daphne est un projet de journalisme d'investigation collaboratif de plusieurs médias d'actualité, dans le but de continuer les enquêtes de la journaliste et blogueuse maltaise Daphne Caruana Galizia, assassinée en 2017. Le projet est coordonné par l'OCCRP et la plateforme Forbidden Stories, spécialisée dans l'aide aux journalistes ainsi qu'à la poursuite d'enquêtes de journalistes menacés, emprisonnés ou tués. Le projet est constitué de plusieurs médias français dont Le Monde, Radio France ou France Télévisions.

## Origines

### Enquêtes anti-corruption à Malte
Membre de l'Union européenne, Malte est toutefois un pays très touché par la corruption, avec une certaine tolérance envers celle-ci. Daphne Caruana Galizia enquêtait sur plusieurs affaires de corruption, de détournements de fonds, collusion entre le secteur de jeux en ligne et celui du crime organisé, ainsi que le programme maltais de Golden Visas. Ses révélations à la suite des Panama Papers sur la possession de comptes offshores par certains membres du gouvernement maltais, tels que Konrad Mizzi ou la femme du premier ministre Joseph Muscat, lui valent la 26e position dans le classement des « 28 personnalités qui façonnent, secouent et chamboulent l'Europe » réalisé par le journal Politico, la décrivant comme une « Wikileaks à elle toute seule ». 
Peu avant de mourir, elle publie un dernier article sur la possession d'un compte offshore du chef de cabinet de Joseph Muscat, Keith Schembri, le concluant par « il y a des escrocs partout, la situation est désespérée ».

### Assassinat de Daphne Caruana Galizia
Le 16 octobre 2017, Daphne Caruana Galizia part de sa maison familiale dans le centre de Malte, pour se rendre à sa banque à la suite du gel de ses comptes lors d'une poursuite judiciaire intentée par Chris Cardona, le ministre de l'économie de l'époque. A 14h58, une explosion propulse sa voiture hors de la route sur plusieurs centaines de mètres, la tuant instantanément. Son fils, qui se situait à ce moment dans la maison, accourt alerté par le bruit et est le premier arrivé sur les lieux. Les enquêteurs remontent le déclenchement du détonateur à un envoi de SMS depuis un mobile situé en mer, au large de l'Île.

## Publications
Le projet allie un ensemble de 18 médias pour 45 journalistes répartis à travers une quinzaine de pays, qui enquêtent pendant plusieurs mois sur les sujets sur lesquels travaillait Daphne Caruana Galizia. Un des objectifs du projet est de montrer que le meurtre d'un journaliste ne suffit pas à étouffer une affaire, à la manière de l'effet Streisand, dans le but final de dissuader les tentatives d'intimidations envers les journalistes.
Les travaux du Projet Daphne permettent d'attribuer définitivement la possession d'une société offshore, 17 Black, comme appartenant au ministre maltais de l'énergie, Konrad Mizzi, ainsi qu'une autre société au chef du cabinet du premier ministre, Keith Schembri. La compagnie de ce dernier attendait des payement d'une autre compagnie offshore appartenant à Yorgen Fenech, homme d'affaires maltais depuis soupçonné d'être le commanditaire de l'assassinat de la journaliste.